# Archivo Internacional de Mujeres en Arquitectura
El Archivo Internacional de Mujeres en Arquitectura (IAWA) fue creado en 1985 como programa del College of Architecture and Urban Studies y de las Bibliotecas Universitarias de Virginia Tech.

## Propósito
El propósito del Archivo es documentar la historia de las mujeres en arquitectura adquiriendo, preservando, almacenando, y poniendo a disposición de investigadores los papeles profesionales de arquitectas, arquitectas del paisaje, diseñadoras, críticas e historiadoras, urbanistas y los registros de las organizaciones de las mujeres arquitectas.

## Colecciones

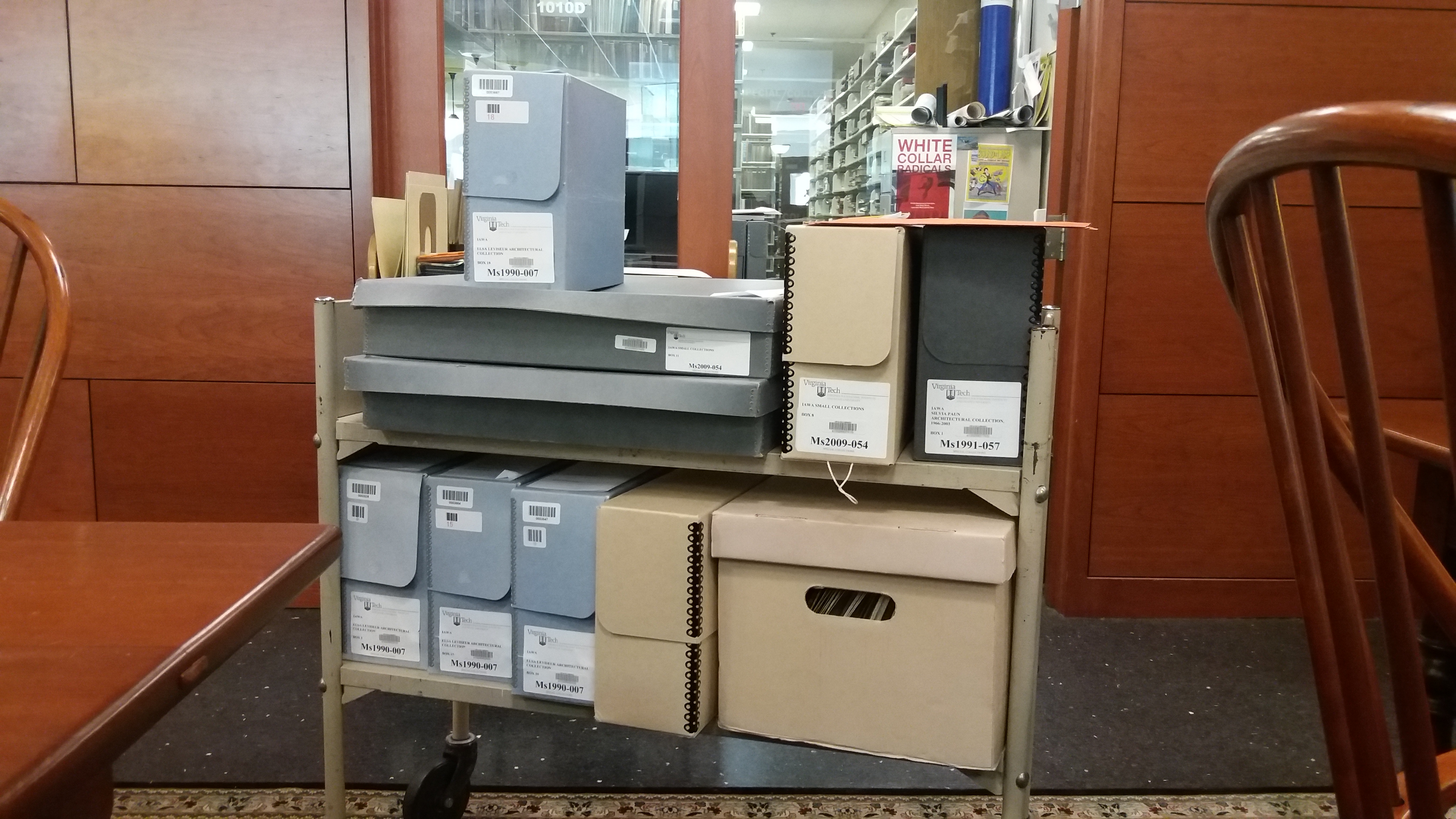
Archivo Internacional de Mujeres en Arquitectura IAWA, Virginia Tech, Blacksburg, Estados Unidos.

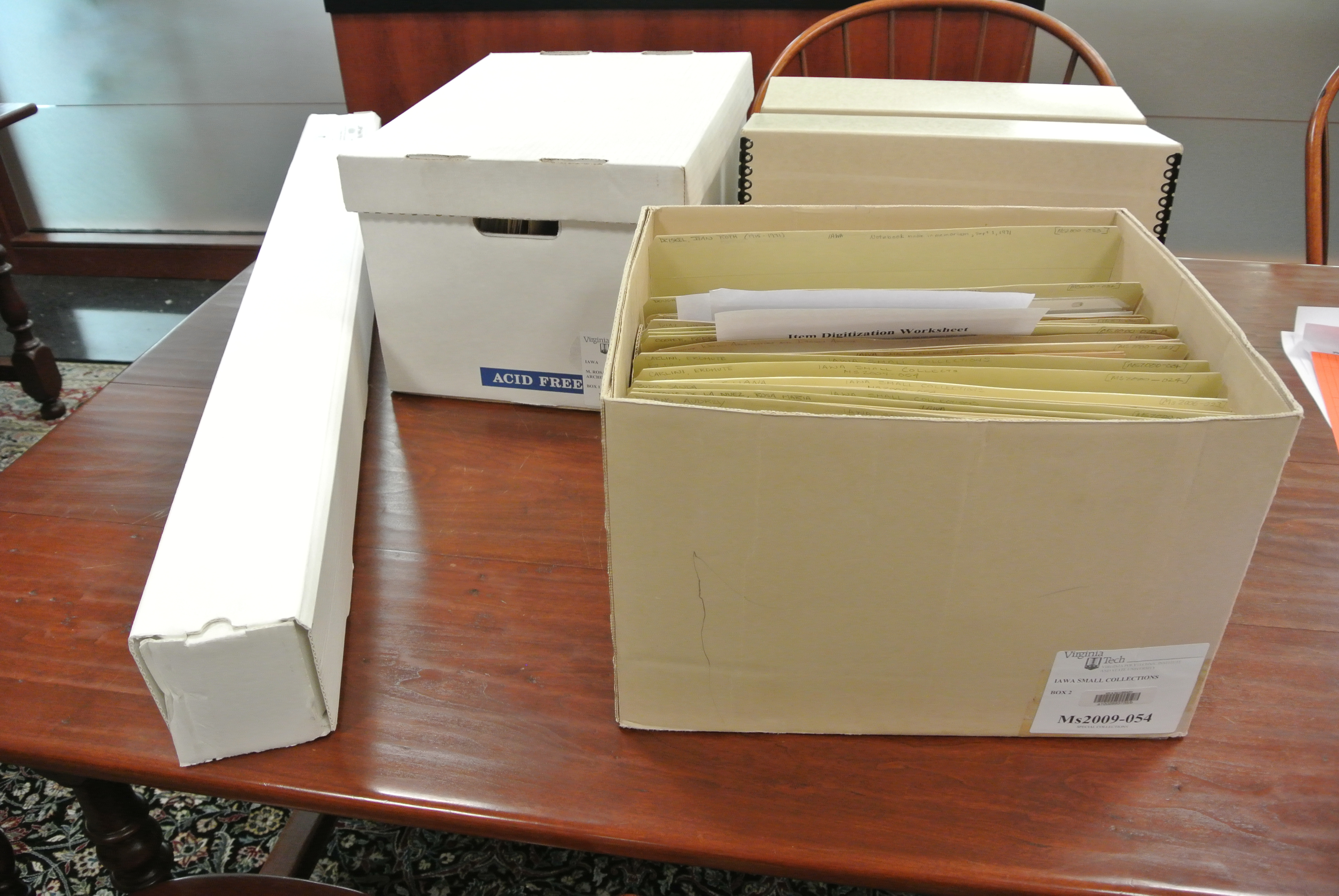
Archivo Internacional de Mujeres en Arquitectura IAWA, Virginia Tech, Blacksburg, Estados Unidos.

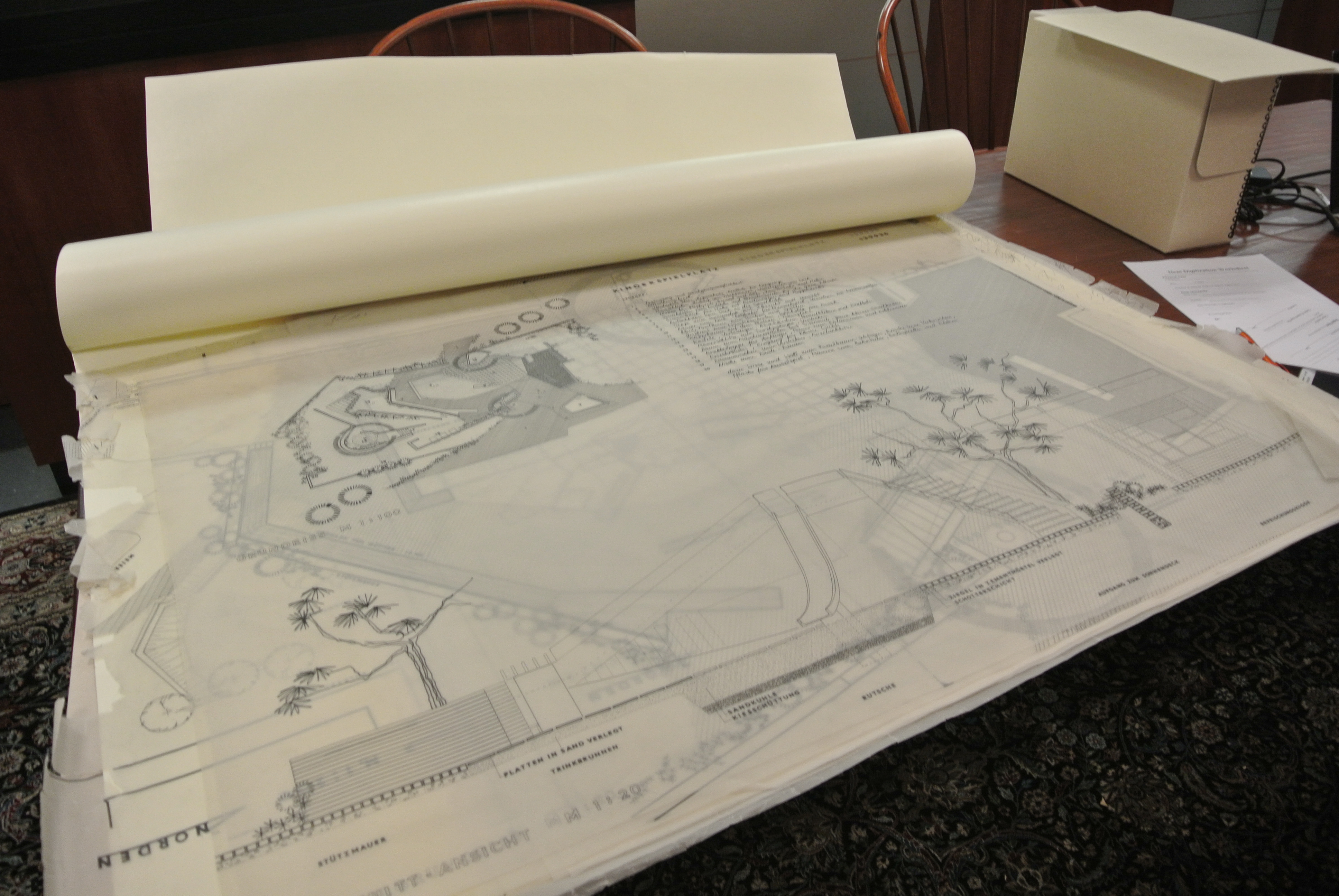
Archivo Internacional de Mujeres en Arquitectura IAWA, Virginia Tech, Blacksburg, Estados Unidos.

El IAWA recoge los papeles de mujeres que practicaron arquitectura en un momento donde había pocas mujeres en el campo (antes de 1950) y para llenar vacíos en la disponibilidad de materiales de fuentes primarias para la comprensión de la historia social de las mujeres. En octubre de 2006 el archivo contaba con más de 34 metros cúbicos de materiales en las 298 colecciones en el IAWA, los cuales están albergados en las Colecciones Especiales de las Bibliotecas Universitarias de Virginia Tech.
Como parte de su misión para actuar como centro de información sobre las arquitectas del  pasado y presente, el IAWA también recoge y cataloga libros, monografías y otras publicaciones escritas por o sobre arquitectas, diseñadoras y urbanistas. 
El archivo empezó coleccionando primeramente los papeles de mujeres pioneras en arquitectura. Hoy, el IAWA incluye materiales que documentan generaciones múltiples de las mujeres en arquitectura. Las colecciones incluyen material de arquitectas relevantes como Gae Aulenti, Diana Balmori, Louise Blanchard Bethune, Sarah Pillsbury Harkness, Eliana Cárdenas, Doina Marilena Ciocănea, Cristina Grau, L. Jane Hastings, Eleanore Pettersen, Sigrid Lorenzen Rupp, Hanna Adamczewska-Wejchert, Elizabeth Chu Richter, Beverly Willis, Jane Hall Johnson, Ingeborg Kuhler, Mária Dombai, Stanisława Nowicka y Henrietta May Steinmesch.
El IAWA también compila información biográfica. Hay información disponible en la Base de Datos Biográficos, de aproximadamente más de 650 mujeres que representan 48 países y 42 estados norteamericanos. El Archivo contiene unos 57 metros cúbicos de material, divididos en 450 colecciones. Esto incluye aproximadamente 150 importantes colecciones de manuscritos (materiales de fuente primaria que no se han publicado previamente) que documentan los legados de las mujeres arquitectas individuales, de organizaciones y de exposiciones importantes. Los recursos adicionales incluyen aproximadamente 300 colecciones más pequeñas de investigación y referencia, que contienen materiales biográficos, fuentes previamente publicadas y una pequeña cantidad de fuentes primarias inéditas de otras mujeres y asociaciones de mujeres.
Aproximadamente 1200 imágenes de 28 colecciones, han sido escaneados y es disponible acceder a través del VT ImageBase.

## Consejo
El IAWA es dirigido por un consejo que incluye arquitectos, urbanistas, diseñadores industriales y de interiores, bibliotecarios, archivistas de todo el mundo. La directora de las Colecciones Especiales o su delegada es la Archivista del IAWA y forma parte del Consejo.

## Premio de investigación Milka Bliznakov
El Premio de investigación Milka Bliznakov (Milka Bliznakov Award and Research Prize) fue establecido en 2001 a honor a la fundadora del IAWA, Dra. Milka Bliznakov (1927-2010). El IAWA invita a personas arquitectas, becarias, profesionales, alumnado, e investigadoras para contribuir en la investigación sobre mujeres en arquitectura y campos de diseño relacionados. Esta búsqueda, en concierto con los esfuerzos de preservación del IAWA, ayuda a llenar el actual vacío del conocimiento histórico sobre los logros y el trabajo de mujeres que dieron forma al entorno construido.
Ganadoras del Premio de investigación Milka Bliznakov
- 2017, Rixt Hoekstra: "Regarding De Stijl through a Gender Perspective: The Work and Life of Han Schröder (1918–1992)" y Kirat Kaur Pandher: "Indian Architects: A Proposal for Directed Expansion".
- 2016, Dra. Inés Moisset, ""Women Architects on the Web"  y Dra. Tanja Poppelreuter, "Refugee and émigré female architects before 1940".
- 2015, Claire Bonney Brüllman, "The Work and Life of Adrienne Gorska" y Sarah Rafson, "CARY (Chicks in Architecture Refuse to Yield)"
- 2014, Meredith Sattler, "Early Technological Innovation in the Systems Approach to Environmental Design: Situating Beverly Willis and Associates’ CARLA platform [Computerized Approach to Residential Land Analysis] within the developmental trajectory of Geographic Information Systems (GIS)."
- 2013, Robert Holton, "Natalie De Blois - - The role and contribution in the design of three pivotal SOM projects completed in New York City between 1950-1960: the Lever House, the Pepsi-Cola building and the Union Carbide."
- 2012, Andrea J. Merrett, "Feminism in American Architecture: Organizing 1972-1975."
- 2011, Lindsay Nencheck, "Organizing Voices: Examining the 1974 Women in Architecture Symposium at Washington University in St. Louis."
- 2010, Inge Schaefer Horton, "Early Women Architects of the San Francisco Bay Area."
- 2009, Patrick Lee Lucas, "Sarah Hunter Kelly: Designing the House of Good Taste."
- 2008, Martha Alonso, Sonia Bevilacqua, y Graciela Brandariz, "Odilia Suárez: The Exemplary Trajectory of an Architect and Urbanist in Latin America."
- 2008, Despina Stratigakos, "A Woman’s Berlin."
- 2008, Milka Bliznakov Premio Commendation, Lori Brown, Feminist Practices [exposición].
- 2007, No se otorgó premio.
- 2006, Milka Bliznakov Premio, Commendation, Eran Ben-Joseph, Holly D. Ben-Joseph y Anne C. Dodge "Against All Odds: MIT's Pioneering Women of Landscape Architecture."
- 2005, Carmen Alonso Espegel, "Heroínas del Espacio."
- 2005, Isabel Bauer, "Architekturstudentinnen der Weimarer Republik".
- 2005, Bobbye Tigerman, "''I Am Not a Decorator' Florence Knoll, the Knoll Planning Unit, and the Making of the Modern Office."
- 2005, Milka Bliznakov Honorarium, Joseph Chuo Wang.
- 2004, Dorrita Hannah, "uun-housing performance: The Heart of PQ".
- 2004, Janet Stoyel, "Sonicloth."
- 2003, Barbara Nadel,"DSecurity Design: Achieving Transparency in Civic Architecture."
- 2003, Ozlem Erkarslan, "Turkish Women Architects in the Late Ottoman and Early Republican Era 1908-1960."
- 2002, Elizabeth Birmingham, "Searching for Marion Mahony: Gender, Erasure, and the Discourse of Architectural Studies".
- 2001, Claire Bonney, "The Work and Life of Adrienne Gorska".

## Exhibiciones y reuniones organizadas
- Fire in the Library: A Conversation with the 2016 IAWA Group conducido por Paola Zellner.
- Fire in the Library: A Conversation with the Recipients of the 2016 Milka Bliznakov Research Prize: Tanja Poppelreuter y Florencia Marciani
- 2015 18.ª Congreso de la Union Internationale des Femmes Architectes
- Exhibición de fotografías y documentos recuperados de una ciudad japonesa después del terremoto y el tsunami de 2011 (2013)
- Exhibición en Japón (2011) FOR THE FUTURE - The Pioneering Women in Architecture
- Exhibición (2010): Glass Ceilings - Highlights from the International Archive of Women in Architecture en el Virginia Center for Architecture
- Exhibición (1989): That Exceptional One
- Simposios anuales desde la fundación del Archivo.